# Olula del Río
Olula del Río là một đô thị thuộc tỉnh Almería, ở cộng đồng tự trị Andalusia, Tây Ban Nha. Đô thị này có diện tích 23 km², dân số năm 2005 là 6358 người.

## Biến động dân số
| 1999  | 2000  | 2001  | 2002  | 2003  | 2004  | 2005  |
| ----- | ----- | ----- | ----- | ----- | ----- | ----- |
| 6,008 | 5,927 | 6,049 | 6,141 | 6,338 | 6,272 | 6,358 |

Nguồn: INE (Tây Ban Nha)